# Matheerah
Matheerah is een van de onbewoonde eilanden van het Haa Alif-atol behorende tot de Maldiven.
Het eiland is vrijwel geheel begroeid met bomen.
Lokaal bekend is een Mausoleum op het eiland, waarvan niet exact de oorsprong bekend is.